# Квазікласичне наближення
Квазікласичне наближення, або наближення ВКБ (Вентцеля — Крамерса — Бріллюена) — метод розв'язування квантовомеханічних задач, що використовує малість сталої Планка, а тому застосовний для квантовомеханічних систем, поведінка яких близька до поведінки відповідних систем класичної фізики .
У квантовій механіці визначальну роль відіграє стала Планка. При {\displaystyle \hbar \rightarrow 0} квантові ефекти зникають і фізичні системи описуються рівняннями класичної фізики. Стала Планка — мала величина, й у багатьох випадках поведінка квантовомеханічної системи близька до поведінки відповідної класичної системи. Квазістатичне наближення — це метод розкладу хвильової функції за степенями {\displaystyle \hbar }, який дозволяє значно спростити розв'язування квантовомеханічних задач, водночас зберігаючи їхню квантову природу.

## Історія
Наближення ВКБ названо на честь Ґ. Вентцеля, Г. Крамерса та Л. Бріллюена, які запропонували його незалежно один від одного в 1926 році, хоча ще в 1923 році Гарольд Джеффріс розробив більш загальне наближення для розв'язків лінійних диференціальних рівнянь другого порядку, яким є, наприклад, рівняння Шредінгера. Але, оскільки рівняння Шредінгера було отримано лише два роки потому, то Вентцель, Крамерс і Бріллюен, очевидно, не знали про роботу Джеффріса, тож склалося так, що при згадуванні квазикласичного наближення про ім'я Джеффріса часто забувають. Однак в англомовній літературі можна знайти назву WKBJ або JWKB, де літера J належить Джеффрісові.
Слід зазначити, що й в більш ранніх роботах можна знайти згадки про квазікласичне наближення, зокрема, над ним працювали Карліні (1817), Ліувілль (1837), Ґрін (1837), Релей (1912). Іноді вважається, що першими метод ВКБ розробили Ліувілль та Ґрін, тому в літературі можна зустріти назву метод Ліувілля — Ґріна.
Найважливішим внеском Вентцеля, Крамерса, Бріллюена та Джеффріса до квазікласичного наближення була ідея обходу точок повороту, що дало можливість з'єднати експонеціальний та осциляторний розв'язки, що знаходяться по різні боки від точки повороту. Такий випадок можна спостерігати, наприклад, розв'язуючи рівняння Шредінгера для потенціального бар'єру довільної форми.

## Метод ВКБ
Хвильову функцію можна задати у вигляді
{\displaystyle \psi =A\exp \left({\frac {i}{\hbar }}S(\mathbf {r} ,t)\right)},
де A — стала, а {\displaystyle S(\mathbf {r} ,t)} — певна функція, що задовільняє рівнянню
{\displaystyle {\frac {\partial S}{\partial t}}+{\frac {1}{2m}}(\nabla S)^{2}+U(\mathbf {r} )-{\frac {i\hbar }{2m}}\Delta S=0},
де m — маса квантовомеханічної частинки, U — потенціал, в якому вона рухається.
Це рівняння лише останнім членом відрізняється від класичного рівняння Гамільтона-Якобі. Якщо в ньому покласти {\displaystyle \hbar =0}, то рух частинки стане повністю класичним.
Метод квазістатичних наближень пропонує провести розклад S в ряд Тейлора:
{\displaystyle S=-Et+S_{0}+{\frac {\hbar }{i}}S_{1}+\left({\frac {\hbar }{i}}\right)^{2}S_{2}\ldots }
Функції {\displaystyle S_{i}} визначаються із системи рівнянь
{\displaystyle (\nabla S_{0})^{2}+2m(U(\mathbf {r} )-E)=0},
{\displaystyle \nabla S_{1}\nabla S_{0}+{\frac {1}{2}}\Delta S_{0}=0},
{\displaystyle \nabla S_{2}\nabla S_{1}+{\frac {1}{2}}\Delta S_{1}+{\frac {1}{2}}(\nabla S_{1})^{2}=0}
і т. д. Перше рівняння системи відповідає класичному руху, розв'язок другого можна знайти, знаючи розв'язок першого тощо.

## Розв'язок у одновимірному випадку
Обмежуючись двома першими членами в розкладі, хвильова функція квантовомеханічної частинки набирає вигляду
{\displaystyle \psi ={\frac {A}{\sqrt {p}}}\exp \left({\frac {i}{\hbar }}\int _{a}^{x}p(x^{\prime })dx^{\prime }\right)+{\frac {B}{\sqrt {p}}}\exp \left(-{\frac {i}{\hbar }}\int _{a}^{x}p(x^{\prime })dx^{\prime }\right)},
де {\displaystyle p(x)={\sqrt {2m(E-V(x))}}}, {\displaystyle a} — довільно вибрана точка на осі x, A та B — сталі.
Цей розв'язок добре описує хвильову функцію всюди, окрім околів точок, де {\displaystyle p(x)=0}, тобто тих точок, у яких класична частинка відбивається від бар'єру. В околах цих точок хвильова функція сильно зростає, а, отже, це точки, в яких квантовомеханічна частинка перебуватиме з найбільшою ймовірністю. Така поведінка властива також класичним частинкам. У точках повороту швидкість класичної частинки зменшується до нуля, тож вона рухатиметься повільно.
Поведінка хвильової функції в околах точок повороту вимагає детальнішого вивчення.

## Квантування Бора-Зомерфельда
Умову квантування Бора-Зомерфельда можна отримати нехтуючи залежністю імпульсу від координати в знаменнику й, вимагаючи, щоб у точках повороту хвильова функція дорівнювала нулю
{\displaystyle \int _{a}^{b}p(x)dx=\left(n+{\frac {1}{2}}\right)\pi \hbar },
де a й b — точки повороту, а n — квантове число.